# Underwriter (Kreditwesen)
Der Underwriter geht im Bankwesen bei Konsortialkrediten oder Wertpapieremissionen als Konsortialführer die Verpflichtung ein, einen bestimmten Kreditbetrag vollständig zu gewähren oder ein bestimmtes Platzierungsvolumen vollständig zu übernehmen, unabhängig davon, ob und inwieweit sich Konsortialbanken am Konsortium beteiligen werden oder die Emission auf dem Primärmarkt vollständig platziert werden kann.

## Allgemeines
Der Anglizismus „Underwriter“ für das Wirtschaftssubjekt oder „Underwriting“ für die Tätigkeit geht auf Versicherungsunternehmen zurück, die bei Lloyd’s of London als Lloyd's underwriters die Verpflichtung (englisch underwriting) eingingen, eine bestimmte Versicherungssumme als Teilbetrag einer größeren Versicherungssumme zu übernehmen. Zu diesem Zweck wurde 1909 die Lloyd's Underwriters Association für Seeschiffe und 1910 für andere Versicherungsrisiken gegründet.
Ein Konsortialvertrag kommt allgemein erst rechtswirksam zustande, wenn sich der Konsortialführer und Emittent oder Kreditnehmer auf einen endgültigen Vertragstext geeinigt und die übrigen Konsortialbanken diesem Vertrag zugestimmt haben. Dabei besteht für den Emittenten oder Kreditnehmer das Risiko, dass das kalkulierte Emissions- oder Kreditvolumen unterschritten wird. Um den Emittenten oder Kreditnehmer von diesem Risiko zu befreien, gibt es das Instrument des Underwritings.
Die „Übernahmeverpflichtung“ (englisch Underwriting commitment) ist die Verpflichtung des vorgesehenen Konsortialführers (bei mehreren entsprechend englisch Joint underwriting commitmen) gegenüber dem Kreditnehmer oder Emittenten, das gesamte Kredit- oder Platzierungsvolumen zu übernehmen. Der Kreditnehmer oder Emittent möchte sich auf die Bankzusage verlassen und nicht abwarten, ob und inwieweit andere Konsortialbanken sich beteiligen wie dies beim „best effort“-Konsortium der Fall ist. Der Underwriter übernimmt mit seiner Verpflichtung das volle Kreditrisiko bzw. Emittentenrisiko der Platzierbarkeit einer Emission oder der Syndizierbarkeit bei Konsortialbanken.
Underwriting ist entweder eine Emissionsform von Wertpapieren, bei der ein Bankenkonsortium die Gewährleistung für die Platzierung einer Wertpapieremission übernimmt oder die Bezeichnung für ein Kreditgeschäft, zu dessen Durchführung sich der Konsortialführer verpflichtet.

## Rechtsgrundlagen
Beim Underwriting verpflichtet sich der Konsortialführer nämlich verbindlich gegenüber dem Emittenten oder Kreditnehmer, das gesamte Emissionsvolumen zu übernehmen oder den gesamten Kreditbetrag aus eigenen Mitteln zur Verfügung zu stellen, wenn seine Bemühungen, andere Konsortialbanken für die Emission oder den Kredit zu gewinnen, ganz oder teilweise fehlschlagen sollten. Diese Verpflichtung kann mit der Bedingung verknüpft werden, dass sie nur für den Fall gilt, dass ein Emissions- oder Kreditvertrag rechtsverbindlich zustande kommt. Weitere Bedingungen können die wesentliche Verschlechterung der Vermögensverhältnisse beim Emittenten oder Kreditnehmer (englisch material adverse change), höhere Gewalt oder Marktstörungen (englisch market disruption) sein.  
Aufsichtsrechtlich wird bei Emissionen von „Übernahmegarantien“ gesprochen (Art. 345 f. CRR) und eine Zuordnung zum Handelsbuch verlangt, sofern keine Bestandsabsicht (dann Anlagebuch) vorliegt. Diese Handelsbuchposition ist mit einem zunehmenden Prozentsatz durch Eigenkapital zu unterlegen; der Prozentsatz steigt mit der Haltedauer der Position.
Die aufsichtsrechtliche Bezeichnung als „Garantie“ ist falsch, weil es sich zivilrechtlich nicht um echte Garantien handelt. Der Konsortialführer tritt zivilrechtlich nicht als Garant auf; vielmehr handelt es sich nach herrschender Meinung um einen Kaufvertrag mit Elementen der Geschäftsbesorgung (etwa Börseneinführung). Das Underwriting von Emissionen ist ein Emissionsgeschäft im Sinne von § 1 Abs. 1 Satz 2 Nr. 10 KWG, bei Krediten gilt der im Underwriting zugesagte Kreditbetrag.

## Arten
Typisch ist Underwriting im Emissionsgeschäft. Hier bietet sich Underwriting insbesondere bei Aktienemissionen an, weil eine Kapitalerhöhung erst dann im Handelsregister eingetragen werden kann, wenn alle Aktien gezeichnet wurden. Aber auch Anleihen von Emittenten guter Bonität werden bei liquiden Märkten im Underwriting übernommen, selbst wenn die Platzierungskraft des Underwriters nicht ausreicht, er aber überzeugt ist, dass hierfür ausreichend Konsorten gefunden werden können.
Revolving Underwriting Facilities (RUFs) sind die wichtigste Unterform der Note Issuing Facilities (NIFs). Hier übernimmt der Underwriter die mittel- bis langfristige Verpflichtung, Euronotes zu einem bestimmten Zinssatz zu erwerben, wenn die Emission der Euronotes zu diesem oder einem niedrigeren Zinssatz durch den Emittenten nicht möglich ist.
Im Kreditgeschäft kommt Underwriting insbesondere dann vor, wenn die Bonität des Kreditnehmers hervorragend ist und wiederum der Konsortialführer sicher sein kann, dass er den größten Teil an Konsortialbanken „syndizieren“ kann und lediglich noch einen vertretbaren Eigenanteil (englisch final hold) behält.

## Best effort
In den Genuss des geplanten Emissionsvolumens oder gewünschten Kreditbetrags kommen die Emittenten oder Kreditnehmer beim „Best effort“-Konsortium nicht ohne weiteres. Im Gegensatz zum Underwriting verpflichtet sich der Konsortialführer im Rahmen eines „best-efforts“-Angebotes lediglich dazu, sich nach besten Kräften um eine Syndizierung der Emission oder des Kredites zu bemühen. Auch hier findet der Vorbehalt einer endgültigen Vertragsschließung Anwendung. Ist es dem Konsortialführer ganz oder teilweise unmöglich, genügend Konsorten zu finden, kann er von einer endgültigen Vertragsschließung schadensersatzfrei zurücktreten oder der Emittent/Kreditnehmer begnügt sich mit den erreichten Volumina. Rechtlich handelt es sich im Emissionsgeschäft um einen Kommissionsvertrag und aufsichtsrechtlich um ein bloßes Begebungskonsortium, das in § 1 Abs. 1 Satz 2 Nr. 4 KWG als Finanzkommissionsgeschäft definiert ist.

## Risikoverteilung
Beim „Underwriting commitment“ geht der Underwriter das Risiko ein, bei wenig erfolgreicher Syndizierung einen höheren Eigenanteil als ursprünglich geplant bei sich einbuchen zu müssen; im schlechtesten Falle muss er das gesamte Volumen im Bestand halten. Emittent oder Kreditnehmer können indes umgekehrt mit dem geplanten Volumen sicher kalkulieren. 
Dieses Risiko des Underwriters kann beim „best effort“-Angebot vermieden werden, weil Emittent oder Kreditnehmer das erreichte Syndizierungsvolumen akzeptieren müssen (dabei ist ein geringerer oder sogar höherer als der vorgesehene Emissions- oder Kreditbetrag möglich; sog. „under-“ oder „oversubscription“). „Best effort“ ist somit ein minimalistisches Syndizierungsangebot eines Underwriters, wenn unsicher ist, ob das angestrebte Syndizierungsvolumen überhaupt erreicht werden kann.
Strategisch werden Konsortialführer die Variante des „best effort“ vorziehen, wenn die Ratings der Emittenten oder Kreditnehmer nicht attraktiv genug sind, um andere Konsortialbanken von der Teilnahme am Konsortium überzeugen zu können. Das gilt auch für schwierige Kapitalmarktsituationen wie während der Finanzkrise 2007.